# GMC 톱킥

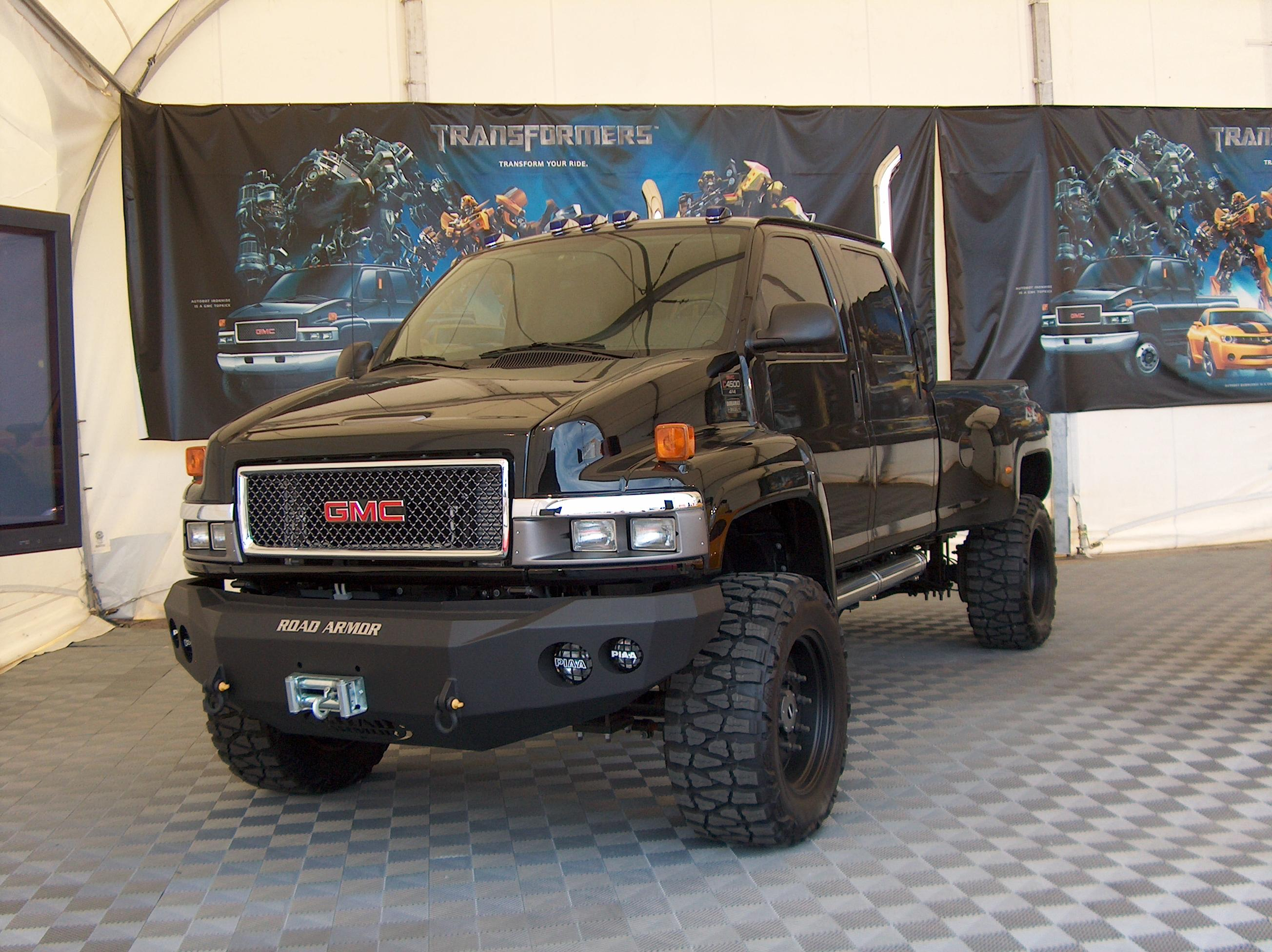
GMC 톱킥 4500

GMC 톱킥(GMC TopKick)은 제너럴 모터스가 GMC 브랜드로 판매하고, 미시간 플린트의 공장에서 생산했던 초대형 픽업 트럭 및 준중형 트럭이다. 형제 차종으로 쉐보레 코디악(Chevrolet Kodiak)도 나왔었다. 1980년에 출시되었으며 2009년에 후속 차종 없이 단종되었다.